# Dziczy Grzbiet
Dziczy Grzbiet (dawniej niem. Sauberg) – grzbiet górski na wysokości ok. 890–960 m n.p.m. znajdujący się w Masywie Śnieżnika w Sudetach, na terenie Śnieżnickiego Parku Krajobrazowego.

## Geografia i przyroda
Grzbiet ten stanowi część wschodniego rozłogu Śnieżnika na granicy polsko-czeskiej, na europejskim dziale wodnym zlewisk Bałtyku i Morza Czarnego. Ciągnie się od szczytu Sadzonki zataczając łuk od południa ponad obszarem źródliskowym doliny rzeki Kamienicy pod Granicznym Stokiem, nad Lejem Średnim i Głęboką Jamą, aż do oddzielonego płytką przełęczą szczytu Rykowiska. 
Dziczy Grzbiet porasta rzadki las świerkowy piętra regla dolnego.

## Turystyka
Przez Dziczy Grzbiet przechodzi  szlak turystyczny z Bielic i Przełęcz Płoszczynę na Śnieżnik. 